# Ridwan as-Sayyid
Ridwan as-Sayyid (auch: Radwan as-Sayyid; arabisch رضوان السيد, DMG Riḍwān as-Sayyid; * 1949 in Tarshish) ist ein libanesischer Journalist, Schriftsteller und Professor der Islamwissenschaften.

## Leben
Nach seiner ersten universitären Ausbildung an der theologischen Fakultät der al-Azhar-Universität in Kairo promovierte er 1977 an der Universität Tübingen im Fach Islamwissenschaften. Seit 1978 ist er Inhaber einer Professur an der Libanesischen Universität in Beirut. Im Jahr 1988 begann er zusammen mit Fadl Shalaq die Zeitschrift al-Iğtihād al-Fasliyya herauszugeben. Neben der Tätigkeit als Schriftsteller betätigt er sich als Kolumnist über Themen der Politik und des religiösen Lebens des Nahen Ostens in verschiedenen arabischen Zeitungen.
2017 erhielt er den König Faisal Preis in Islam-Studien.

## Schriftstellerische Tätigkeit
As-Sayyid beschäftigt sich in seinen Publikationen mit den muslimischen Gesellschaften im Nahen Osten und den Entwicklungen des politischen Islam seit Mitte des 20. Jahrhunderts. Letzteren sieht er als Produkt des Scheiterns des arabischen Nationalismus und der Krisen der 1970er und 1980er Jahre. Aufgrund der polarisierenden Ideologie, dem Beharren auf den Konflikt mit dem Staat und der Erhöhung der Bedeutung der Scharia wirft er den konservativen und revisionistischen Islamisten vor, die Bedürfnisse der Umma zu vernachlässigen. Ihnen schreibt er auch die zunehmende Intoleranz gegenüber den Christen zu.

## Islam und westliche Welt
Nach Ridwans Verständnis kann die herrschende Schicht, ungleich der westlichen Trennung von Staat und Kirche, nicht von der Religion abgesondert werden. Den Islam sieht er anhand dreier Strömungen in einem Dilemma. Die erste Strömung charakterisiert er durch einen Hang zur eigenen Rechtfertigung. In dieser würden die Muslime die Ursachen der gegenwärtigen Spannungen zwischen der muslimischen Welt und dem Westen in den Kreuzzügen, über den Kolonialismus bis hin zur Globalisierung suchen. Die westlichen Zivilisationen würden sich dabei durch ihre ausgeprägte Aggressivität auszeichnen, deren Handeln sich einzig und allein durch das Streben nach Materiellem auszeichnet. Mitverantwortlich dafür seien die Freimaurerei, der Marxismus und Freudianisumus. Als Reaktion darauf hätte die muslimische Welt gegen den westlichen Einfluss mit der spirituellen Jihad-Bewegung reagiert, die sich seit 1800 gegen den geistigen und materiellen Kolonialismus richtete.
Die zweite der Strömungen sieht die westliche und muslimische Welt in einem unipolaren System, das sich während des Kalten Krieges herausgebildet hat. Anders als die Islamisten sehen sie als Ursache des Konflikts nicht die Religion, sondern den Kampf um Ressourcen und Einfluss. Demnach sind das unipolare System und die Globalisierung für die Spannungen verantwortlich. Eine Annäherung würde durch die despotischen Regime und undemokratischen System behindert.
Politische und ökonomische Gründe sind für die dritte Gruppe dagegen der Grund für die anhaltende Feindschaft. Sie sehen Probleme wie Bürgerkriege, den Palästinakonflikt und Unruhen seitens muslimischer Minderheiten als Folge des steigenden Hass gegenüber dem Islam im Westen.
Basierend auf diesen Gründen, sieht as-Sayyid kein Patentrezept gegen den steigenden Hass gegenüber den Islam in Amerika und Europa. Im Kern sei der Islam nicht mit den westlichen Werten und ihrer Kultur vereinbar, wodurch die Integration der Muslime als unüberbrückbares Hindernis erscheint. Die muslimische Welt müsse daher umfassende Reformen einleiten und sich der Moderne öffnen. Nur dadurch könne das Monopol westlicher Interessen innerhalb des Globalisierungsprozesses durchbrochen werden und die Möglichkeit, eigene Werte einzubringen, entstehen.

## Schriften
- Die Revolte des Ibn al-Ašʿaṯ und die Koranleser: ein Beitrag zur Religions- und Sozialgeschichte der frühen Umayyadenzeit; 1977, ISBN 3-87997-058-0
- Al-Umma wa-l-Ğamāʿa wa as-Sulţa (Die Umma, die Gemeinschaft und die Obrigkeit; 1984)
- Mafāhīm al-Ğamāʿāt fī-l-Islām (Gemeinschaftskonzepte im Islam; 1985)
- Al-Islām al-Muʿāṣir - Naẓariyāt fī-l-Ḥāḍir wa-l-Mustaqbal (Der zeitgenössische Islam - Theorien in Gegenwart und Zukunft; 1986)
- Al-Ğamāʿa wa-l-muğtamʿa wa ad-dawla (Die Gemeinschaft, die Gesellschaft und der Staat; 1997)
- Siyāsāt al-Islām al-Muʿaṣir (Die Politik des zeitgenössischen Islam; 1997)
- Azmat al-Fikr as-Siyāsī al-ʿArabī (Die Krise des arabischen politischen Denkens; 2000)
- Maqāla al-Aṣlaḥ as-Siyāsa al-ʿArabiyya (Eine Abhandlung über den arabischen politischen Reformismus; 2004)
- Aṣ-Ṣirāʿa ʿala al-Islām - Al-Uṣuliyya wa-l-Iṣlaḥ wa as-Siyāsāt ad-Dawla (Der Konflikt um den Islam - Der Fundamentalismus, der Reformismus und die Politik des Staates; 2004)